# 雰囲気
雰囲気（ふんいき、英語: atmosphere、ambience、ドイツ語: Atmosphäre、Stimmung）は、ある特定の場所や人物を取り巻いている気分的なものを指す語・概念である。曖昧で言語化しにくい概念であるが、身体・感情や感覚・場所や会話・情報や記号との（相互の）関連が指摘されている。類義語としてはムード（mood）が挙げられる。もとは大気を意味する語であり、冒頭の意味における雰囲気の概念がこの語のもとに集約され定着したのは20世紀初頭ごろである。なお化学における雰囲気（atmosphere）は、ある特定の気体やそれで満たされた状態を指す。
以前から現象学や美学・人文地理学・心理学などにおいて雰囲気概念についての考察はなされてきたが、20世紀末ごろから美学や都市論においてより盛んに研究がなされるようになっている（雰囲気論的転回）。コミュニケーションにも雰囲気は関わり、教育学などにおいて研究がなされている。またナラティブやテクストに含まれる雰囲気についての研究や批評もある。音楽による雰囲気生成の試みもなされており、経営学や工学においても関連する研究がなされている。

## 語誌と定義

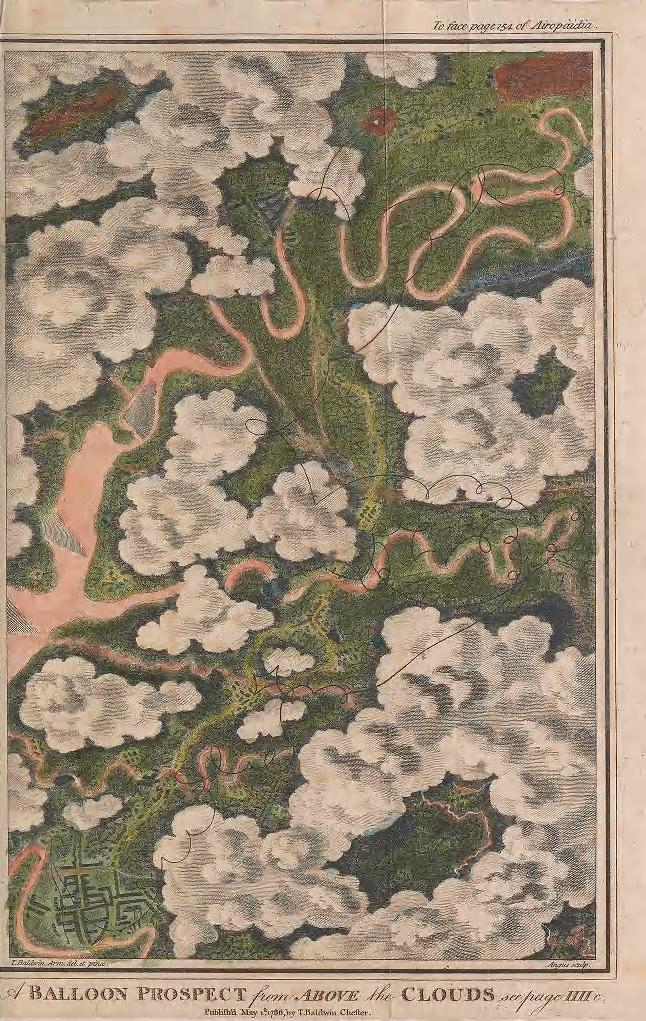
Gandy (2017) は、atmosphere（大気・雰囲気）のダブル・ミーニングの例として、トーマス・スコット・ボールドウィンによる熱気球旅行についての記述を挙げる。

### 近代以前
雰囲気の語は前近代においては、オランダ語のLuchtの訳語として、『気海観瀾』（1827年）などにおいて（とくに地球の）大気の意味で用いられていた。その後明治初期に英語のatmosphereの訳語として一般化し、明治末期ごろにはある特定の場所や人物の周りに作り出される特別な気分・ムードなどの意味が定着するようになった。
英語のatmosphereは、ラテン語のAtmosphaera（ἀτμός〈蒸気〉+ σφαῖρα〈球体〉）に由来し、初出は1638年のジョン・ウィルキンズによる月の居住可能性についての論文であると考えられている。また18世紀初頭以降のおもにドイツ語やフランス語においては、人体や物体から発せられそれらを包む物質やさらには磁場なども指していた。この〈雰囲気〉には体液（humors）や情念（passion）も含まれており、人間から発せられる〈雰囲気〉はその人間の様々な属性や状況（性格・社会階層・感情など）を示唆し、物質として嗅ぎ取られることで魅力や反感を促すことのできるものであった。その後19世紀初頭ごろには、このような医学的な意味合いで使われることはまれになり、またそのころ英語においては、大気の意味に加え場所や状況を支配するムードや映画、あるいは小説によって喚起される感情のごとき文化的表現といった意味で用いられるようになったが、Gandy (2017, p. 355ff.) によると後者の意味は前者の意味（大気）をダブル・ミーニングとして保持している。
19世紀以前から、場所についての雰囲気的な感覚は詩・日記・旅行記などにおいて描写されてきたが、それらが雰囲気という語に集約され定着したのは20世紀である。雰囲気は、風景・場所・境界・距離といった概念とは異なりそれを指す語が用いられるようになって初めて認識されるような概念であり、雰囲気の語が多用されることにより雰囲気に対する関心が高まった考えられる。

### 現代
雰囲気は、実体を持たない曖昧な概念であるため、言語的に表現することは難しいとされる。後述のゲルノート・ベーメは、芸術についての言説においては言語化しにくいものを表現するために消極的かつ安易に雰囲気（Atmosphäre）の語が使用されていると指摘しつつ、日常において用いられる雰囲気の語についてはある意味で何か不明確なもの、茫洋としたものだが、決してそれが何であるのかがはっきりしないのではなく、そのものの性格を表すものとして積極的な役割を果たしていると評価している。またトニーノ・グリッフォロ は雰囲気の特徴について、全てでありかつ何でもないことであると述べている。
21世紀初頭における雰囲気の定義の例としては、次のようなものが挙げられる。
- 大村ら (2014, p. 1) は音楽生成システムについての研究において、生活環境のなかで様々な知覚において得られる感覚の一つであるとしたうえで、環境から知覚される情報の総体として定義する。
- 西藤 & 神宮 (2015, p. 21) による官能評価についての研究においては、刺戟と反応の曖昧な関係において連続的に変化する場面を全体として受けとめて実感を伴う意識状態ないし感情・情緒や意志と関係する複雑な多感覚情報とされる。
- Griffero & Tedeschini (2019, pp. 1–2) は、雰囲気（atmosphere）の語が人文・社会科学において術語化しつつあるとした上で、それは一般的に物理的に捉えられる身体（Körper）というよりも感じられるものとして捉えられる身体（Leib）に関わる感情空間であると定義づける。

雰囲気の類義語としては英語のmoodからの借用語であるムードが挙げられ、佐藤 (2013, pp. 48ff.) によるとこれらの2語は部分に還元されない全体から感じ取られる対象の性質という意味特徴を共有するが、ムードは人間の情緒や感情に由来するという制約を持つ点で雰囲気とは異なる。また、英語のatmosphereの類義語として挙げられるambianceは、Roquet (2016, p. 3) によるとより主観的な媒介要素の働き——すなわち気分（mood）の生成の背後にあり、そこに同調する人間身体に焦点を当てた、なんらかの作用——を示唆する点において、より客観的なatmosphereと異なる。
雰囲気の語に含まれる「ンイ」という音の並びは発音しにくいことから、現代においては誤って「ふいんき」と読まれることが増えている。

## 人文学における「雰囲気」

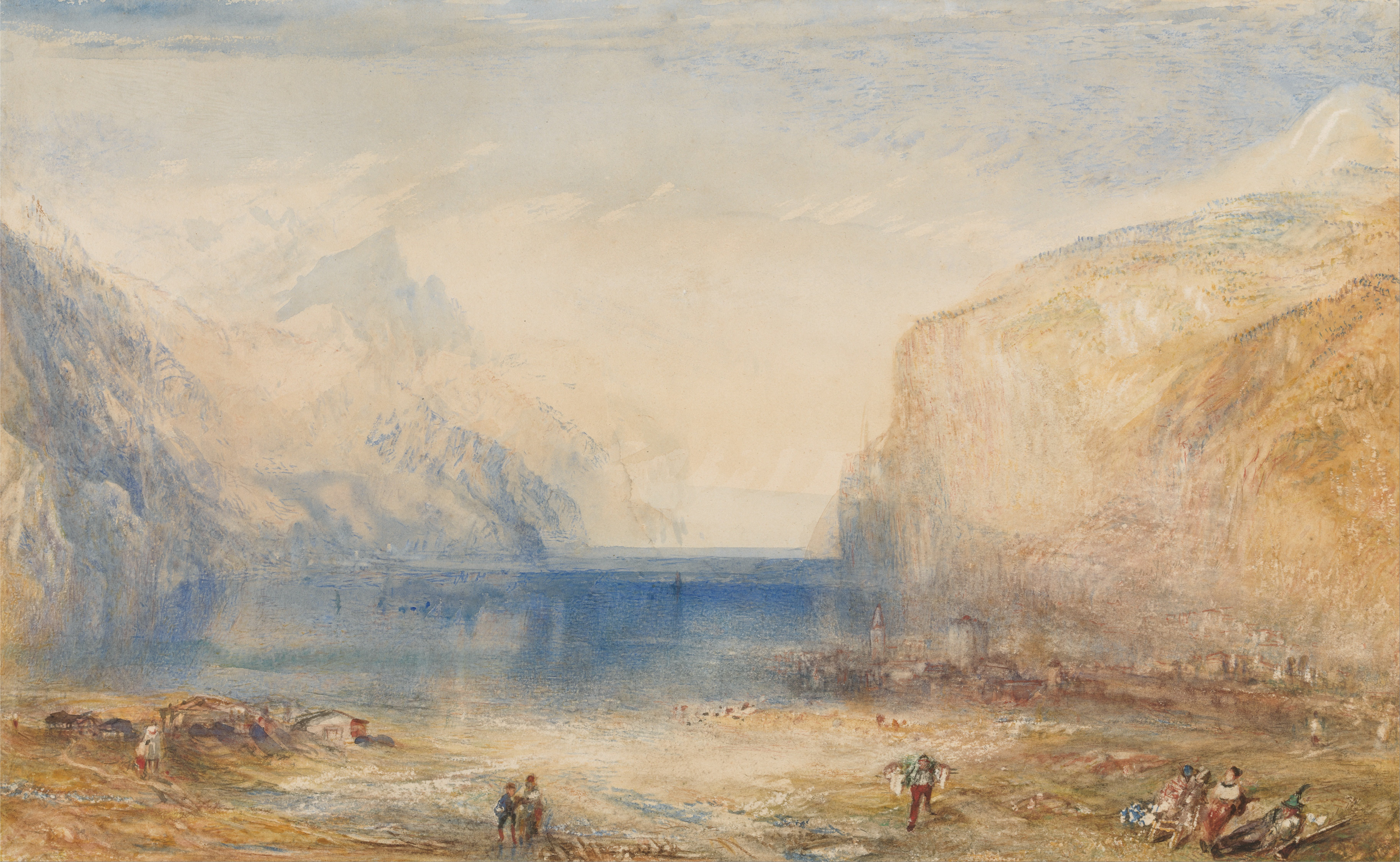
J・M・Wターナーはアートにおける雰囲気的眼差しの創始者であり、印象派へと繋がった。

本節では、哲学や美学・心理学・人文地理学における雰囲気概念について概観する。なお、コミュニケーションにおける雰囲気（心理学や教育学）およびナラティブやテクストの雰囲気（民俗学など）については、別途後述する。

### 1990年ごろまで
20世紀前半にはロバート・ウッドワースとサウル・セルズ（Saul B. Sells）が、三段論法において前提のもつ雰囲気が結論の受容に影響を与えると指摘している（雰囲気効果、atmospheric effect）。
ルートヴィヒ・ビンスワンガーやステファン・シュトラッサーはマルティン・ハイデッガーの『存在と時間』に依拠し、内–外・主–客の区別を超越し、気分と互いに超越し合うものとして雰囲気を捉えた。オットー・フリードリッヒ・ボルノウもハイデッガーを踏まえ、場所の雰囲気（Stimmung）と人間心理とが相互に作用するとした。また、ヘルマン・シュミッツは、感情を内面的なものとして扱う西欧思想を批判したうえで、感情はあらゆる場所において空間に溢れ出る雰囲気的なものであり、それは身体の揺れ動きにより感知されると主張した。
このほかフーベルトゥス・テレンバッハは『味と雰囲気』において口腔感覚に着目し、嗅覚や味覚といった雰囲気的なものが感知されることによって人と世界との出会いが準備されると考察している。地理学においてはヘルベルト・レーマンが、ゲオルク・ジンメルの『風景の哲学』の影響の元、風景の雰囲気（Landschaftsatmosphäre）という概念を分析カテゴリーとして導入し、空間の切り取りである風景が特別な気分や雰囲気によって統一されるとした。
ボルノウとは対称的なのがジャン・ボードリヤールやディーン・マッカネルであり、消費社会や観光産業について論じる中で、雰囲気を記号的・表象的なものと見做している。1990年代においては、ジョン・アーリが観光客の買う商品には場所の雰囲気も含まれるとするなど、雰囲気をイメージと捉える傾向が優勢となっていった。

### 20世紀末以降

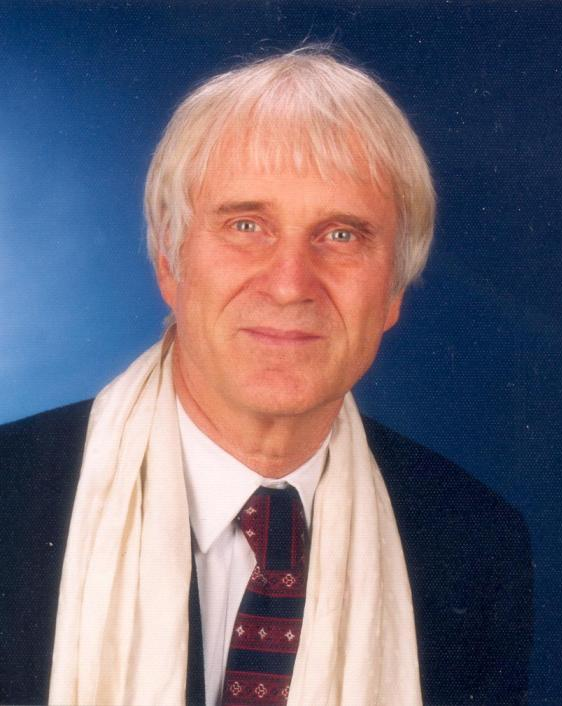
ベーメ

20世紀末ごろから、人文・社会科学（現象学・美学・文化人類学・建築理論・文化地理学など）において雰囲気に対する関心が高まっており、雰囲気論的転回（atmospheric turn）との表現も用いられている。
ゲルノート・ベーメはシュミッツを継承しつつ現象学の立場から、感情的・空間的な性質をもつものとして雰囲気（Atmosphäre）を学術的な概念として導入した。そこで雰囲気は、自己の外部たる周囲から襲い掛かり自己に情感を齎すものと定義づけられ、主–客の中間的な位置づけの準物体（Halbding）という存在身分に置くものとされる。ベーメにおいては美も雰囲気の一種であり、『雰囲気と美学』では夕暮れ・都市・音響・コミュニケーションにおける雰囲気を考察の対象としている。ベーメは、イメージを媒介として雰囲気が伝えられるとし、町の雰囲気は音や光などの道具によっても演出可能ではあるとする一方で、町の雰囲気について、非視覚的な要素により構成される個性や感覚的に知られる日常生活であるともしており、そこにはボルノウらにつながる雰囲気を深い感情的なものと捉える考え方も残っている。
以上のように雰囲気は、記号的な側面と感情的な側面との二面から捉えられる。2003年のフランス語の地理学事典の「建築や都市の雰囲気（Ambiance architecturale et urbaine）」の項においてパスカル・アンフ―（Pascal Amphoux）は、現代性の雰囲気（若さや弾けること）と固有性の雰囲気（情緒や風土）という両義性において雰囲気を捉え、前者を幻想にすぎないと批判する一方で、後者についても、現実そのものであるとしつつ、場所の神秘化という危険性を孕んでいると述べている。
なお、雰囲気概念の都市論における有用性については、定義が曖昧であり情動（affect）との混同が懸念されるといった懐疑的な見解もある。

### 西洋人文学の枠組みを超えて

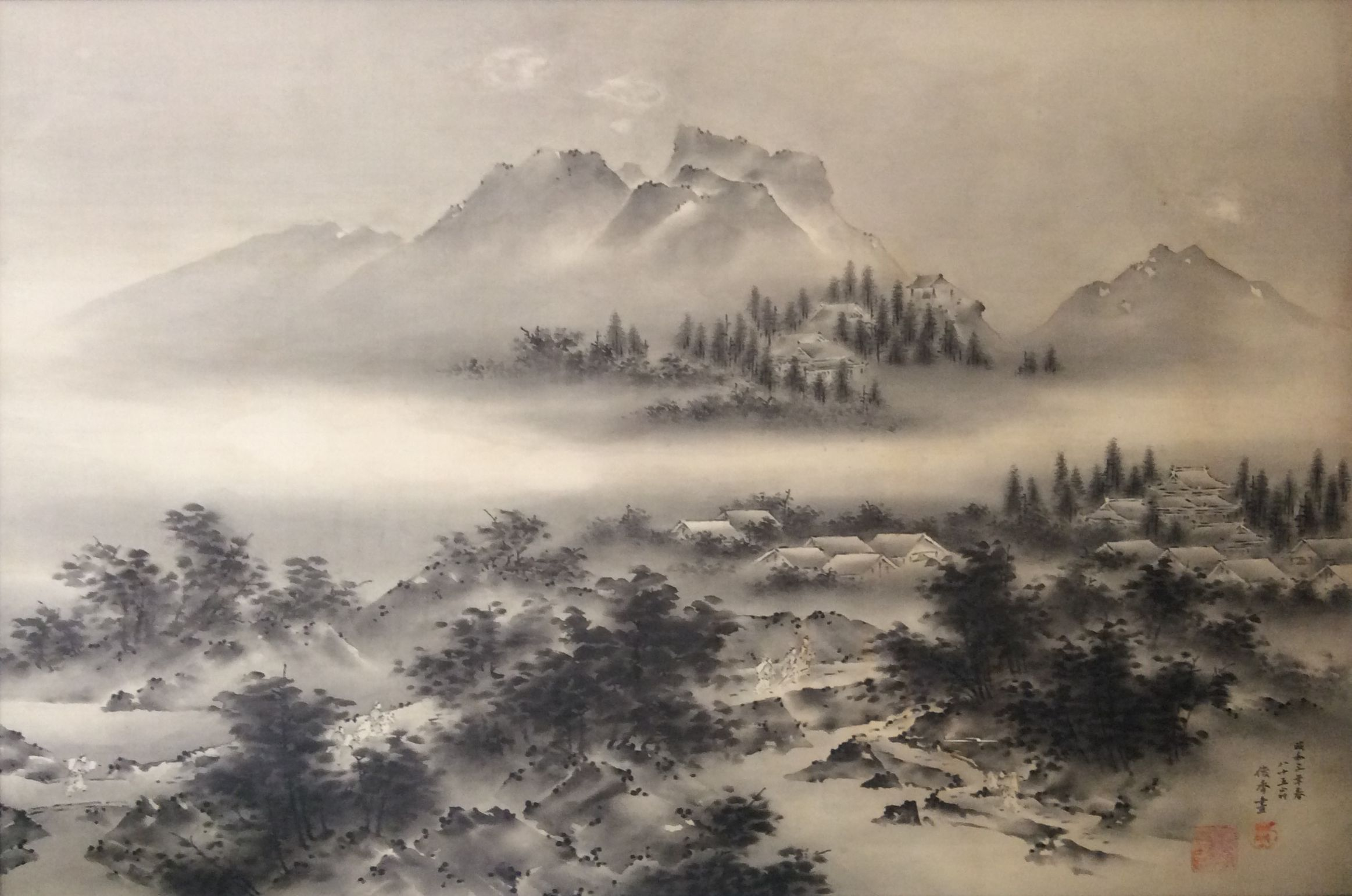
山水画における霧

日本においては、小川侃が現象学の立場から日本語の気に着目した論考をおこなっているほか、美学においても伝統的に状況の雰囲気に着目した研究がなされてきた。また佐々木健一も注目するなど、21世紀初頭現在、美学における雰囲気についての研究が増加している。青木 (2017) は、西欧的な風景（landscape）では大地や山・河川・湖沼といった世界を安定的に形成している自然の構造が重視されるのに対し、東アジア的な景色においては気象・季節・明暗の変化といった五感で捉えられる情調としての雰囲気が重視されると指摘する。ベーメは雰囲気の美学が欧米で注目されていない原因を西欧哲学の実体重視志向に見ており、青木はドイツの雰囲気研究について西欧の物志向に由来する違和感を表明している。Gandy (2017, p. 354) も雰囲気という概念に批判的に関与しようとするのであれば、ヨーロッパの人文学という枠組みの外部に脚を踏み出す必要があると述べるが、同時に身体論・認識論・人間論などを織り交ぜた史学史へのより一層の関与も必要であるとしてる。
なお気象と雰囲気の関係について附言しておくと、前述のとおりヨーロッパにおけるatmosphereといった語も気象関連の意味（大気）のほうが原義であり、Gandy (2017, pp. 355f.) は持続的な物質ないし気象的な実体が、現実的にであれ想像的にであれ、人間主体を取り巻いたり乱したりするものとして雰囲気に含意されているのだと述べる。またロマン派以来の文学的伝統においても霧の雰囲気は創作に影響を与えており、気象と雰囲気とを関連付ける見方はボルノウやベーメあるいは後述のライストナーにも見られる。また中国語においてatmosphereは气氛（日本語の気分に相当）や氛围（日本語の常用漢字の分囲に当たり、意味は日本語の雰囲気に相当）と訳されるが、氛の原義は霧や曇りであり、これも気象関連の語と見做せる。

## コミュニケーションと雰囲気
雰囲気を形作るものには人間の相互作用も含まれる。会話における雰囲気は、話者交換時の振る舞いにより変化し、表情に大きな影響を受ける。コミュニケーションの場においては、言葉・表情・視線・頷きなどを通して、本人が関わる会話だけでなく他者同士の会話からも、雰囲気を容易に読み取ることが可能である。また、人は次に生じうる雰囲気を意識的・無意識的に予測しながらコミュニケーションをおこなっている。雰囲気をうまく読み取れていないと捉えられた言動は「空気が読めない（KY）」と揶揄的に表現される。陽気な雰囲気は生の実感や帰属意識を高める一方、嘲笑の雰囲気は集団の境界を高め、そのような空気は魂に栄養を与えることもあれば、吸い取ることもある。
学級・授業や会社のオフィスにおいても雰囲気は重要とされ、関連する研究がなされている。教育研究においては、学級風土研究や学級雰囲気が学習の動機づけに及ぼす影響についての研究などが中心的に行われてきた。学級の雰囲気についての心理学的研究は、雰囲気を測定の対象とするもの（学級風土研究）が主流であったが、それらの研究においては雰囲気そのものについての概念的理解が不足しており、参与を重視し雰囲気を記述的に書き留める質的研究においても、「場の全体性と見込まれ雰囲気」が対象化・客観化され、場・事物・他者が「雰囲気の伝達に必要な諸特徴や諸要素」として扱われるようになってしまっていると木下 (2017, pp. 192f) は指摘する。また学級崩壊などの問題を考える上では、行動の背景にある授業の雰囲気が重要であると岸ら (2010, p. 46) は指摘する。授業における雰囲気についての研究は、授業中の教師と児童の発話研究が中心であり、そのほか児童や第三者に雰囲気を評定させる研究なども行われている。さらに大久保ら (2013, p. 29) は、教師の非言語行動と雰囲気の形成との関連についても焦点を当てる必要があると述べる。

## ナラティブやテクストの雰囲気
アルブレヒト・レーマンは、語り研究において気分（Stimmung）や雰囲気（Atmosphäre）が語りに与える影響が十分に考察されてこなかったと指摘している。そのうえでA・レーマンは、雰囲気は主観的に体験されるが個人的なものを超えて、文化の一部をなし、音や匂い、視覚的印象として経験され、あらかじめ用意されたパターン（Muster［ムスター］）を基準に体験されてから、これにもとづき言葉で伝達されるものであり、したがって語り研究においてはテクスト全体から、そこに保存された雰囲気を取り出すことができるのだと主張する。なおA・レーマンは、メルヘンの語り手の雰囲気に着目したリンダ・デグや、デグの解釈に類似して雰囲気が語り手から聞き手に転写するとしたマティアス・ツェンダーを、上述のシュミッツやベーメと並べ雰囲気研究の先駆者として挙げている。

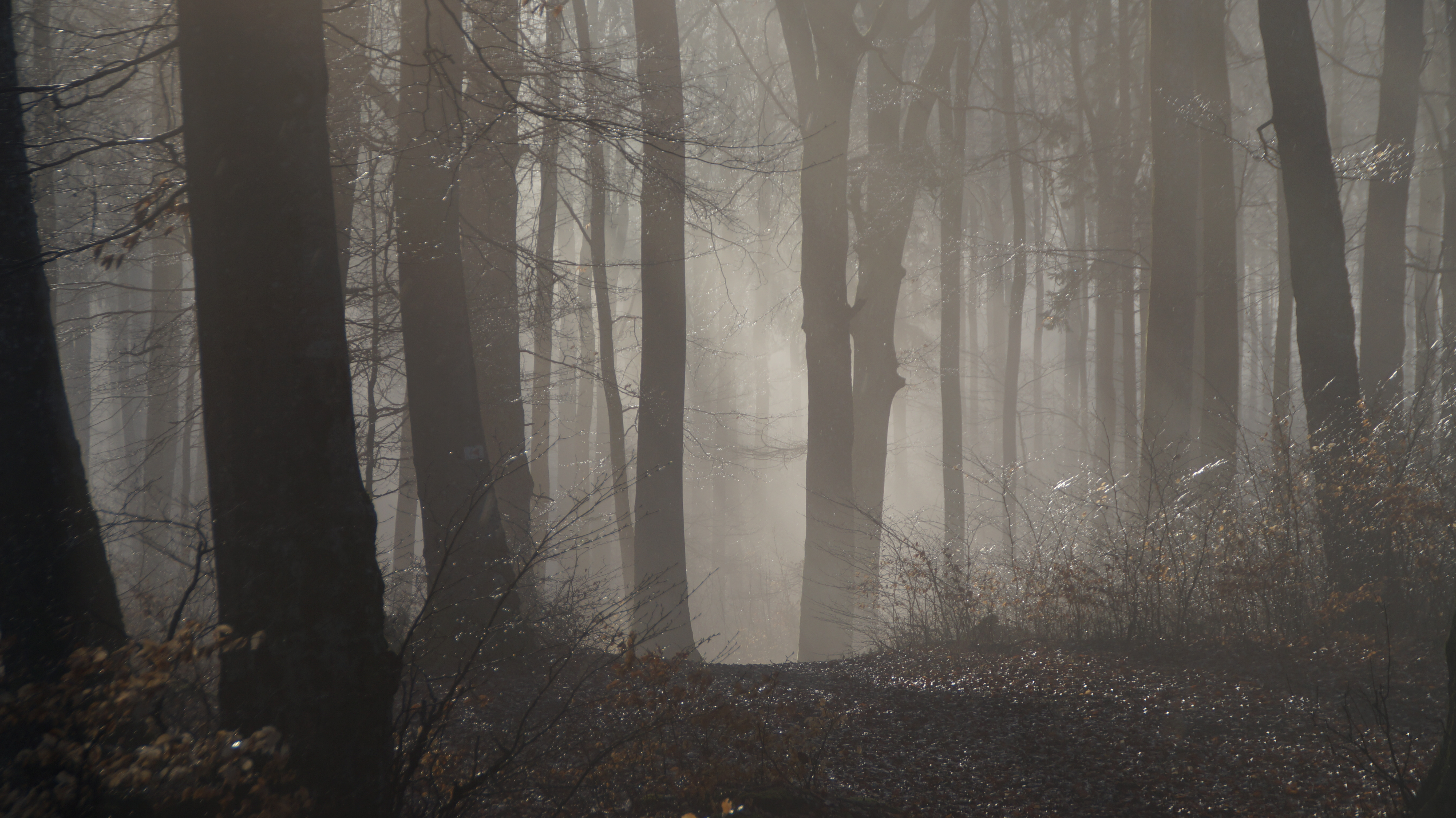
霧の発生の雰囲気が伝説を生む。

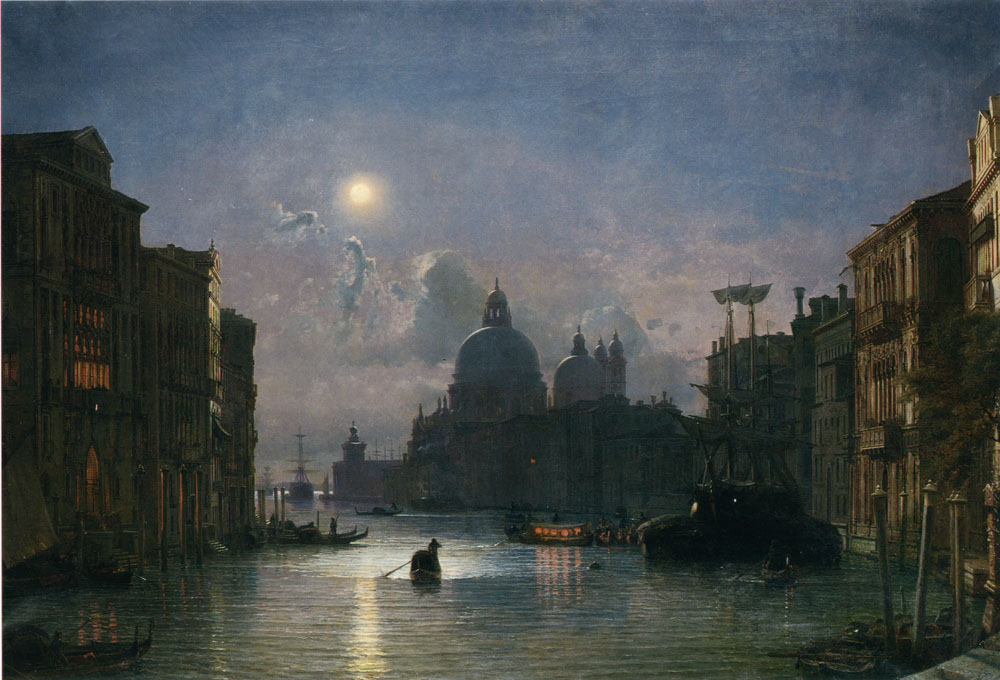
『クトゥルフの呼び声』においては、ヴェネツィアの建造物も恐怖の雰囲気の一部となる。

またA・レーマンは、霧の発生の雰囲気が伝説を生むとしたルートヴィヒ・ライストナーや同様に霧の雰囲気について論じたボルノウを引きつつ、孤独体験こそ太古の伝説的な経験を齎す雰囲気であるとし、『ブレア・ウィッチ・プロジェクト』といった現代の映画においてもこの雰囲気は援用されているとも述べる。コズミック・ホラーの創始者であるハワード・フィリップス・ラヴクラフトも、信憑性は作品の構成ではなく感情の喚起によって生まれるのであり、それゆえ雰囲気が最も重要な要素であるしている。それを受けファルネ (2019, p. 21) は、クトゥルフ神話のような小説やロール・プレイング・ゲームにおいては雰囲気こそが主人公を務めているのだと述べる。またナラティブ・ゲームと呼ばれるコンピューター・ゲーム作品は、日本においては雰囲気ゲーとも呼ばれることがある。この雰囲気ゲーという言葉は、雰囲気のみについて肯定的でストーリなどについては否定的との意味合いを持つことも多い。これは、映画や小説とは異なり、個々のプレイヤーに雑多な情報群から物語を作り出すことが委ねられているがゆえに、作品に対して抱く感想もそれぞれ異なり、感動にまで至らないことが多いためであると考えられる。

## 雰囲気の生成や活用

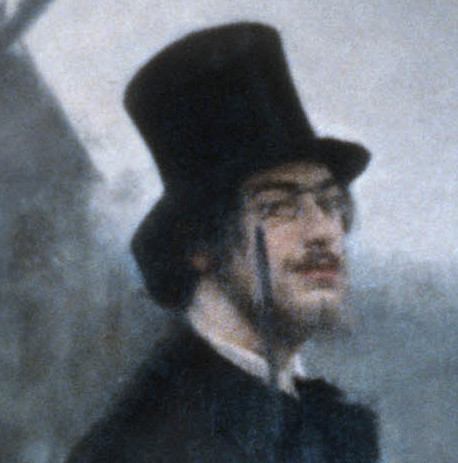
サティ

小売店における環境要因については、1950年代ごろから研究が始まり、1970年代にフィリップ・コトラーが「顧客の購買の可能性を増加させるために、個人の情緒的な影響を生み出すように、買い物環境をデザインする努力」としてアトモスフェリクスの概念を導入し、雰囲気に関する専門的な研究が行われるようになった。BGMなどの音楽は飲食店などのムード演出のために広く使われており、小売店においても色、照明、におい、混み具合、ストア・レイアウト、ストア・デザイン、販売員とともにおもな環境要因として挙げられる。上述のベーメも、雰囲気を作り出す上で実践知識が重要であるとし、美学的作業をする人たちを雰囲気の構造を問うスペシャリストと呼んだが、そこにはデザイナーや広告専門家とともに百貨店における音楽の専門家なども含まれる。作曲家による雰囲気の解釈や雰囲気の生成の試みの例としては、エリック・サティ（「家具の音楽」など）やジョン・ケージ、あるいはブライアン・イーノが提唱した環境音楽が挙げられる。またGandy (2017, pp. 358ff.) は、都市におけるサウンドスケープや音楽と雰囲気の関係について考察している。
人工知能や親和型ロボットの開発においては、雰囲気を測定・評価する手法が必要とされ、関連する研究もなされている。また、離れて暮らす恋人や家族とのコミュニケーションやテレワークにおいて雰囲気を伝達するためのシステムについても開発がおこなわれている。2013年以降片上大輔らを中心に、雰囲気工学（Mood Engineering）の名の下、人工的な雰囲気の工学的なモデルを作成することを目指し、分野横断的な研究活動が行われている。

## 主要関連文献
- Bollnow, Otto Friedrich: Mensch und Raum. Kohlhammer, 1963. OCLC 442085388
  - ボルノウ, オットー・フリードリヒ 著、大塚, 恵一、池川, 健司、中村, 浩平 訳『人間と空間』せりか書房、1978年11月。ISBN 4-7967-0110-9。
- Schmitz, Hermann: System der Philosophie der Gefühle. Bd. 3, Teil 2: „Der Gefühlsraum“. Bouvier, 1967. OCLC 614723961.
  - （→ヘルマン・シュミッツ『感情空間』〈感情の哲学の体系〉第3巻第2冊。）
- Tellenbach, Hubertus: Geschmack und Atmosphäre — Medien menschlichen Elementarkontaktes. Otto Müller, 1968. OCLC 462792197
  - テレンバッハ, フーベルトゥス 著、宮本, 忠雄、上田, 宣子 訳『味と雰囲気』みすず書房、1980年9月。ISBN 4-622-02318-0。
- Böhme, Gernot: Atmosphäre — Essays zur neuen Ästhetik. Suhrkamp, 1995. ISBN 3-518-11927-3.
  - ベーメ, ゲルノート 著、梶谷, 真司、斉藤, 渉、野村, 文宏 訳『雰囲気の美学 — 新しい現象学の挑戦』晃洋書房、2006年7月。ISBN 4-7710-1709-3。
- Griffero, Tonino, Atmosferologia — Estetica degli spazi emozionali. Laterza, 2010. ISBN 978-88-420-9392-3.
  - Griffero, Tonino. Atmospheres — Aesthetics of Emotional Spaces (Sarah De Sanctis, trans.). Ashgate, 2014. doi:10.4324/9781315568287. ISBN 978-1-4724-2172-2.
  - （→トニーノ・グリッフェロ『雰囲気 — 感情空間の美学』）